# 中华人民共和国国家旅游局
中华人民共和国国家旅游局（缩写作），是已撤销的中华人民共和国国务院副部级直属机构，主管旅游工作。

## 沿革

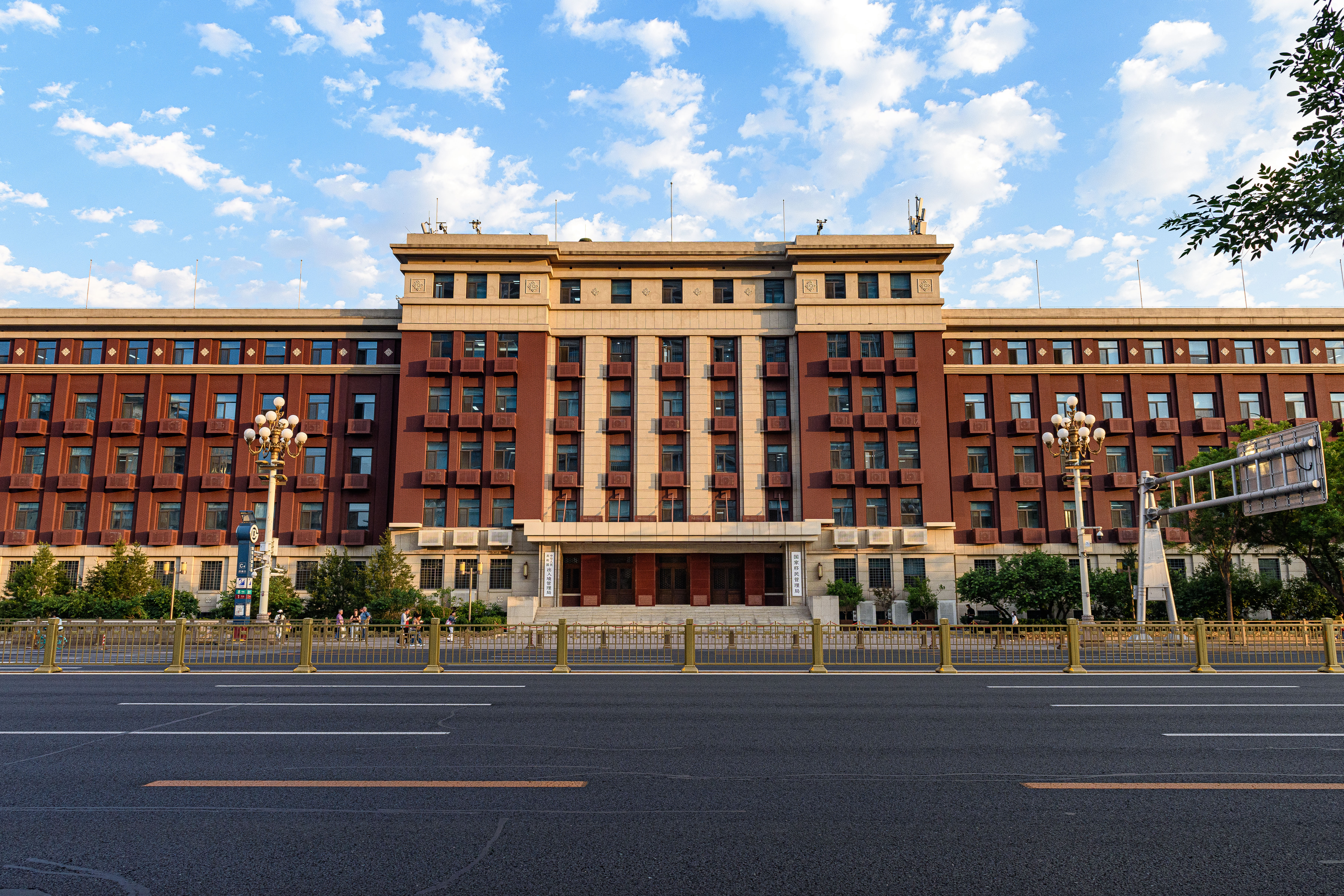
东长安街6号楼曾为燃料部大楼（1955年改为煤炭部），1970年煤炭部并入燃料化学工业部后迁出此楼，中国旅行游览事业管理局和中国远洋运输总公司等单位迁入；该建筑现由国家移民管理局使用

国家旅游局的前身是1964年7月22日第二届全国人大常委会批准成立的中国旅行游览事业管理局，直属国务院，起初与中国国际旅行社合署办公（对外保留中国国际旅行社名称）:10。成立初期，主要任务是负责对外国自费旅游者的管理工作；领导各有关地区的国际旅行社和管理直属的服务机构的业务；组织我国公民出国旅游；负责有关对外联络工作和宣传工作。但实际上由外交部代管开展工作。鉴于旅游的独特作用，1969年国务院精简机构时，国务院总理周恩来指示保留旅游局。
1978年，政府工作报告提出“要大力开展旅游事业”。同年3月5日，中央批示将中国旅行游览事业管理局改为直属国务院的中国旅行游览事业管理总局，由外交部代管，同时要求各省（自治区、直辖市）成立旅游局。自1978年10月起，领导人多次谈到旅游，旅游业进入新阶段，各级旅游部门进入发展期。
另外1978年3月5日中央批准在国务院成立中央旅游工作领导小组（组长耿飚，陈慕华、廖承志是副组长，由计委、经委、中联部、外交部、中调部、民航、铁道、轻工、商业、外贸、财政、公安、交通和人民银行等部门一共17个负责人组成。1981年4月1日，国务院重新组建中央旅游工作领导小组，组长陈慕华，副组长是国务院副秘书长（主管旅游工作）吴庆彤和国家旅游总局局长韩克华，成员包括国家计委、民航、铁道、交通、国务院侨办、商业部、国家文物局等。1982年机构改革时撤销。1986年成立国务院旅游协调领导小组，1988年5月撤销，成立国家旅游事业委员会，主任吴学谦副总理。1999年成立国务院假日旅游部际协调会议，2014年成立国务院旅游工作部际联席会议。
1981年10月17日，中国旅行游览事业管理总局不再由外交部代管，改由国务院直接领导。1982年8月23日，在国务院直属机构改革中，中国旅行游览事业管理总局更名中华人民共和国国家旅游局。1989年2月2日，国家旅游局由东长安街6号迁至建国门内大街甲9号新建办公楼（即今文化和旅游部南区办公楼）:86。
国家旅游局成立初期，实行局社合一体制，与中国国际旅行社合一。直到1984年，国家旅游局副局长还同时兼任中国国际旅行社总社总经理、副总经理。1985年，国务院要求国家旅游局作为国务院的职能部门，要面向全行业，统管全国旅游事业，实行政企职责分开。中国国际旅行社自此成为国家旅游局的直属企业。再加上1979年的中国旅游服务公司，1984年的中国免税品公司，以及后来并入的康辉旅行社、国际饭店等，国家旅游局直接管理大批旅游企业，很难处理好行业管理与对下属企业管理之间的关系。
1998年，随着政府机构改革和政企脱钩，国家旅游局直属企业纷纷脱钩。国家旅游局自此开始将工作重心全面转移到行业管理上来。
吃住行游购娱是旅游发展六要素，国家旅游局也一直围绕这六要素开展行业管理。在旅行社管理方面，1985年5月11日国务院发布《旅行社管理暂行条例》，明确了国家旅游局在旅行社管理领域的法定地位，此后旅行社的管理条例多次修订，直到2016年修订并更名为《旅行社条例》。在导游人员管理方面，1987年11月30日，由国家旅游局制定并经国务院批准的《导游人员管理暂行规定》发布，1999年5月14日国务院正式发布《导游人员管理条例》。在其他四要素的管理方面，因为缺乏明确的法律依据，国家旅游局创造性地通过标准化方式管理，例如对饭店行业和对旅游景区的管理。1988年8月22日，经国务院批准，国家旅游局发布《中华人民共和国旅游涉外饭店星级标准》。1999年6月14日，国家旅游局推出《旅游区（点）质量等级的划分与评定》国家标准。
1995年3月15日，国家旅游局启动中国优秀旅游城市创建工作，受到各地欢迎。1998年至2007年，全国共有307个城市创建优秀旅游城市，留下了立在各城市的“马踏飞燕”雕塑，推动了各地旅游环境和旅游服务水平的的改善，提升了各地旅游局的职能和地位。另外，在国家旅游局推动下，各地党委政府纷纷举办旅游产业发展大会，截至2017年全国有25个省、自治区、直辖市成立了旅游发展委员会。
2004年，国家旅游局开展了全国工农业旅游示范点工作，在各部门中率先推动一二三产业融合发展。2005年，在国家旅游局推动下，红色旅游成为旅游热点。
2009年8月31日，国家旅游局、文化部发布《关于促进文化与旅游结合发展的指导意见》。此外，国家旅游局还同体育、环保、林业、教育等部门开展合作。
通过国家旅游局的开拓，形成了行业管理、公共服务、产业促进的工作格局。局长李金早主政国家旅游局的三年多时间，国家旅游局在厕所革命、全域旅游、旅游扶贫、舆论引导、体制改革、国际影响等领域全面发展。
2012年9月，國家旅遊局建立中国旅游海外推广网。2013年2月，国家旅游局面向全世界开展名爲「美麗中國之旅」的宣传推广活动。2014年1月21日，網站正式上線。
2013年中央全面深化改革领导小组成立时，旅游被划入文化体制改革的专项小组。2016年，旅游业及相关产业占GDP比重达4.44%，文化及相关产业占GDP比重达4.14%，扣除交叉部分，文化旅游产业占GDP比重达8%左右。
2018年3月17日第十三届全国人民代表大会第一次会议通过《第十三届全国人民代表大会第一次会议关于国务院机构改革方案的决定》，批准《国务院机构改革方案》。方案规定：“组建文化和旅游部。将文化部、国家旅游局的职责整合，组建文化和旅游部，作为国务院组成部门。不再保留文化部、国家旅游局。”2018年3月21日，原文化部官網、原國家旅遊局官網正式撤銷，更名為中華人民共和國文化和旅遊部官網。

## 职责
中华人民共和国国家旅游局是国务院主管旅游工作的直属机构。主要职责是：
1. 统筹协调旅游业发展，制定发展政策、规划和标准，起草相关法律法规草案和规章并监督实施，指导地方旅游工作。
2. 制定国内旅游、入境旅游和出境旅游的市场开发战略并组织实施，组织国家旅游整体形象的对外宣传和重大推广活动。指导我国驻外旅游办事机构的工作。
3. 组织旅游资源的普查、规划、开发和相关保护工作。指导重点旅游区域、旅游目的地和旅游线路的规划开发，引导休闲度假。监测旅游经济运行，负责旅游统计及行业信息发布。协调和指导假日旅游和红色旅游工作。
4. 承担规范旅游市场秩序、监督管理服务质量、维护旅游消费者和经营者合法权益的责任。规范旅游企业和从业人员的经营和服务行为。组织拟订旅游区、旅游设施、旅游服务、旅游产品等方面的标准并组织实施。负责旅游安全的综合协调和监督管理，指导应急救援工作。指导旅游行业精神文明建设和诚信体系建设，指导行业组织的业务工作。
5. 推动旅游国际交流与合作，承担与国际旅游组织合作的相关事务。制定出国旅游和边境旅游政策并组织实施。依法审批外国在我国境内设立的旅游机构，审查外商投资旅行社市场准入资格，依法审批经营国际旅游业务的旅行社，审批出国（境）旅游、边境旅游。承担特种旅游的相关工作。
6. 会同有关部门制定赴港澳台旅游政策并组织实施，指导对港澳台旅游市场推广工作。按规定承担大陆居民赴港澳台旅游的有关事务，依法审批港澳台在内地设立的旅游机构，审查港澳台投资旅行社市场准入资格。
7. 制定并组织实施旅游人才规划，指导旅游培训工作。会同有关部门制定旅游从业人员的职业资格标准和等级标准并指导实施。
8. 承办国务院交办的其他事项。

国务院旅游工作部际联席会议办公室设在国家旅游局，承担联席会议日常工作。 　

## 机构设置

### 内设机构
- 办公室：秘书处、文书处、机要与督查处、值班室
- 综合协调司（加挂在办公室）：公共服务处（应急办）、假日处、新闻处
- 政策法规司：政策研究室、体制改革处、法规处
- 旅游促进与国际合作司：市场调研处、宣传推广处、亚大非洲处、欧美处、国际关系处、国际组织处、高级翻译与礼宾处
- 规划财务司：规划发展处、资源利用处、产业促进处（科技与信息化处）、财务处、资产管理处（内审处）
- 全国红色旅游工作协调小组办公室（加挂在规划财务司）：组织协调处、宣传培训处
- 监督管理司：质量监督处、标准化处、旅行社与导游管理处、饭店管理处、文明旅游建设指导处
- 港澳台旅游事务司：综合处、港澳旅游事务处、台湾旅游事务处
- 人事司：干部处、人才开发处、劳动工资处
- 机关党委：办公室、工会、团委
- 离退休干部办公室：一处、二处[9]

| - 机关服务中心 - 信息中 - 旅游质量监督管理所 - 中国旅游报社 - 中国旅游出版社 - 中国旅游研究院（成立於2008年） | - 中国旅行社 - 中国旅行社协会 - 中国旅游饭店业协会 - 中国旅游车船协会 - 中国旅游景区协会 |

### 驻外机构
国家旅游局在19个国家和地区设立了22个驻外机构，分别是：
- 亚洲旅游交流中心
- 海峡两岸旅游交流协会台北办事处
  - 海峡两岸旅游交流协会高雄办事分处
- 中国驻东京旅游办事处
- 中国驻大阪旅游办事处
- 中国驻首尔旅游办事处
- 中国驻加德满都旅游办事处
- 中国驻新德里旅游办事处
- 中国驻曼谷旅游办事处
- 中国驻新加坡旅游办事处
- 中国驻悉尼旅游办事处
- 中国驻纽约旅游办事处
- 中国驻洛杉矶旅游办事处
- 中国驻多伦多旅游办事处
- 中国驻伦敦旅游办事处
- 中国驻巴黎旅游办事处
- 中国驻法兰克福旅游办事处
- 中国驻马德里旅游办事处
- 中国驻苏黎世旅游办事处
- 中国驻罗马旅游办事处
- 中国驻布达佩斯旅游办事处
- 中国驻莫斯科旅游办事处

## 历任领导
| 局长 - 刘毅（1988年4月－1995年11月） - 何光暐（1995年11月－2005年3月） - 邵琪伟（2005年3月－2014年10月） - 李金早（2014年10月－2018年3月） 副局长 …… - 杜一力（？－？） - 杜江（2007年7月－2018年3月） - 李世宏（2015年3月－2018年3月） - 王晓峰（2015年6月－2018年3月） - 魏洪涛（2016年5月－2018年3月） | 党组书记 - 刘毅（？－1995年11月） - 何光暐（1995年11月－2005年3月） - 邵琪伟（2005年3月－2014年10月） - 李金早（2014年10月－2018年3月） 党组副书记 党组成员 …… - 杜江（2007年7月－2018年3月） - 刘金平（2008年8月－2016年6月，2015年12月前任驻局纪检组组长） - 李世宏（2015年3月－2018年3月） - 王晓峰（2015年6月－2018年3月） - 魏洪涛（2015年3月－2018年3月，兼人事司司长） |

## 中央纪委驻国家旅游局纪检组
原先中央纪委、监察部分别有中央纪委驻国家旅游局纪检组、监察部驻国家旅游局监察局，合署办公。2016年初，中央纪委完成了派驻机构全覆盖，中央纪委驻商务部纪检组从单独派驻转为综合派驻，承担对商务部、国家旅游局、贸促会3家单位的监督工作。原先的中央纪委驻国家旅游局纪检组、监察部驻国家旅游局监察局随之撤销。中央纪委驻国家旅游局纪检组历任领导是：
| 组长 - 刘金平（2008年8月—2015年12月） | 副组长 |